# 삼현수간
삼현수간(三賢手簡)은 주로 구봉(龜峯) 송익필(宋翼弼, 1534∼1599), 우계(牛溪) 성혼(成渾, 1535∼1598), 율곡(栗谷) 이이(李珥, 1536∼1584) 사이에 왕래한 편지를 후대에 4첩(帖)으로 제작한 것이다. 2004년 8월 31일 대한민국의 보물 제1415호로 지정되었다.

## 개요
『삼현수간(三賢手簡)』은 주로 구봉(龜峯) 송익필(宋翼弼, 1534∼1599), 우계(牛溪) 성혼(成渾, 1535∼1598), 율곡(栗谷) 이이(李珥, 1536∼1584) 사이에 왕래한 편지를 후대에 4첩(帖)으로 제작(作帖)한 것이다. 구봉(龜峯), 우계(牛溪), 율곡(栗谷)은 서로 절친한 친구들로서 16세기의 성리학(性理學)의 대가(大家)들인데 이들이 주로 이기(理氣)·심성(心性)·사단(四端)·예론(禮論) 등 성리학(性理學)을 둘러싸고 토론·논의한 편지를 모아 엮어 놓은 이 책은 사상사적(思想史的), 학술사적(學術史的)으로도 귀중한 자료가 된다.
이들의 편지 내용은 구봉집(龜峯集), 우계집(牛溪集), 율곡전서(栗谷全書) 등에서 찾아볼 수 있으나 그러한 문집(文集)에서 찾아볼 수 없는 것도 적지 않다는 사실은(이들 문집에 실려 있지 않은 것이 16편, 일부만 실려 있는 것이 15편) 이 책의 가치를 더욱 높이 평가할 수 있게 한다.
이들의 친필 편지들은 그 글씨만으로도 서예사적 (書藝史的)으로 중요한 자료가 되며, 특히 구봉(龜峯)의 초서(草書)는 한자도 흐트러짐 없이 정연하여 마치 초서교본(草書敎本)을 대하는 듯 느껴진다. 또한 율곡(栗谷)의 친필 글씨는 현전(現傳)하는 것이 희귀한데, 여기에 율곡(栗谷)이 구봉(龜峯)에게 보낸 편지가 13편이나 실려 있어 이 책의 가치를 더욱 높이고 있다.

## 같이 보기
- 송익필
- 성혼
- 이이

## 참고 자료
- 삼현수간 - 국가유산청 국가유산포털